# Feel.Love.Thinking.Of
Feel.Love.Thinking.Of ― второй студийный альбом канадской инди-рок группы Faunts, выпущенный в 2009 году. Альбом известен тем, что композиция «Das Malefitz» прозвучала в титрах ролевой видеоигры Mass Effect 3 студии Bioware.
По словам Роба Батке, при создании альбома группа старалась сделать его настолько хорошим, насколько они могли. Для композиции «Feel.Love.Thinking.Of» был снят видеоклип Райяном Босвартом. В результате альбом был положительно оценён критиками.

## Список композиций
| №                   | Название                                                                   | Длительность |
| ------------------- | -------------------------------------------------------------------------- | ------------ |
| 1.                  | «Feel.Love.Thinking.Of» (Также выпущен в составе саундтрека игры NHL 2K10) | 3:09         |
| 2.                  | «Input»                                                                    | 2:41         |
| 3.                  | «It Hurts Me All the Time»                                                 | 3:12         |
| 4.                  | «Out On a Limb»                                                            | 4:11         |
| 5.                  | «Lights Are Always On»                                                     | 5:46         |
| 6.                  | «Das Malefitz» (Также выпущен в составе саундтрека Mass Effect 3)          | 4:05         |
| 7.                  | «I Think I'll Start a Fire»                                                | 4:30         |
| 8.                  | «Alarmed/Lights»                                                           | 7:40         |
| 9.                  | «So Far Away»                                                              | 3:11         |
| 10.                 | «Explain»                                                                  | 6:12         |
| Общая длительность: | Общая длительность:                                                        | 44:37        |